# Palazzo Dragonetti
Palazzo Dragonetti, anche noto come Palazzo Dragonetti Cappelli, è un palazzo storico dell'Aquila, attribuito a Silvestro dell'Aquila.

## Storia
La storia del palazzo si intreccia con quella della famiglia Dragonetti, originaria di Bazzano e stabilitasi all'Aquila fin dalla sua fondazione. Come da tradizione locale, il casato si insediò nel locale di Bazzano, all'interno del quarto di San Giorgio.
Fu lo stesso Dragonetto, considerato il capostipite della famiglia, a promuovere l'edificazione del palazzo in oggetto all'inizio del XV secolo, probabilmente intorno ad un torrione preesistente. Nella sua veste matura, di fine Quattrocento, il palazzo viene attribuito ad un giovane Silvestro dell'Aquila, che aveva a quel tempo la sua casa-bottega nel vicino locale della Torre.
Subì gravi danni dal terremoto dell'Aquila del 1703, in seguito al quale è stato rinnovato ed ampliato con lavori a più riprese che, tuttavia, non hanno intaccato la sua originaria conformazione di stampo rinascimentale.
In seguito all'unione con la famiglia de Torres, il casato si trasferì nel nuovo palazzo in via Roio; nella residenza di via Santa Giusta rimase la sola Maria Dragonetti de Torres, che sposò un esponente della famiglia Cappelli. Per questi motivi, il palazzo è anche noto con l'intitolazione “Dragonetti Cappelli”.
In seguito al terremoto dell'Aquila del 2009, il palazzo ha subito importanti danni alle strutture; restaurato e consolidato a partire dal 2014, è tornato in funzione a dieci anni dal sisma, nel 2019. Durante i lavori di restauro è stato rinvenuto un affresco raffigurante San Francesco.

## Descrizione
Palazzo Dragonetti è situato nel quarto di San Giorgio ed occupa una vasta porzione del complesso edilizio che si sviluppa tra via del Drago, via Dragonetti, via Rosso Guelfaglione e via Santa Giusta; l'accesso al palazzo avviene da quest'ultima strada, per mezzo di un portale di tipo durazzesco.
Di autentico stampo rinascimentale, è di forma quadrangolare con elegante corte centrale che offre riferimenti al concittadino palazzo Carli Benedetti, probabilmente opera del medesimo architetto, Silvestro dell'Aquila; la corte è caratterizzata da un pozzo centrale circondato da un raffinatissimo porticato con colonnine monolitiche sorreggenti due logge, al cui interno sono conservati alcuni dipinti di Mattia Preti. Vi è inoltre un secondo cortile, collegato al primo. Il palazzo si sviluppa su tre livelli, cui va aggiunta una piccola castellina.